# La colonna infame
La colonna infame è un film del 1973 diretto da Nelo Risi, basato sul saggio Storia della colonna infame di Alessandro Manzoni. La sceneggiatura è stata pubblicata dalla Cappelli di Bologna con introduzione di Leonardo Sciascia nel 1973.

## Trama
1630: Guglielmo Piazza e Giacomo Mora sono due artigiani di Milano, che è devastata dalla peste. Un giorno una donna accusa Piazza di essere un untore,  i colpevoli,  secondo il popolo,  del dilagare del morbo.
Immediatamente l'autorità spagnola che governava Milano arresta i due artigiani e viene indotto un processo con tortura,  malgrado le proteste del Cardinale Borromeo.
Piazza e Mora non resistono alla tortura e confessano la colpa non commessa di aver sparso la peste e sono uccisi con la ruota. Nella piazza dell'esecuzione viene eretta una colonna "infame" di monito per le masse.